# Trophée Serge-Léveillée (entraîneur)
Le trophée Serge-Léveillée est remis annuellement depuis la saison 1996-1997 au meilleur entraîneur dans la Ligue nord-américaine de hockey. Jusqu'à la saison 2008-2009 le trophée portait le nom de Trophée des Gouverneurs, en l'honneur de l'ancien instructeur. 
| Saison    | Vainqueur                   | Équipe                                                 |
| --------- | --------------------------- | ------------------------------------------------------ |
| 1996-1997 | Francis Breault             | Nova d'Acton Vale                                      |
| 1997-1998 | Francis Breault             | Nova d'Acton Vale                                      |
| 1998-1999 | Francis Breault             | Nova d'Acton Vale                                      |
| 1999-2000 | Daniel Saumier              | Rapides de LaSalle                                     |
| 2000-2001 | André Côté                  | Garaga de Saint-Georges                                |
| 2001-2002 | Francis Breault             | Cousin de Saint-Hyacinthe                              |
| 2002-2003 | Serge Beausoleil            | Caron & Guay de Pont-Rouge                             |
| 2003-2004 | Pierre Rioux                | Garaga de Saint-Georges                                |
| 2004-2005 | Daniel Bissonette           | Saint-François de Sherbrooke                           |
| 2005-2006 | Daniel Bissonette           | Saint-François de Sherbrooke                           |
| 2006-2007 | Richard Vachon              | CRS Express de Saint-Georges                           |
| 2007-2008 | Alain Côté                  | Top Design de Saint-Hyacinthe                          |
| 2008-2009 | Daniel Bissonnette          | Isothermic de Thetford Mines                           |
| 2009-2010 | Éric Dandenault             | Saint-François de Sherbrooke                           |
| 2010-2011 | Carl Fleury                 | Cool FM 103,5 de Saint-Georges                         |
| 2011-2012 | Carl Fleury                 | Caron et Guay de Trois-Rivières                        |
| 2012-2013 | Bobby Baril Francis Breault | Isothermic de Thetford Mines HC Carvena de Sorel-Tracy |
| 2013-2014 | Alain Côté                  | (Caron et Guay de Trois-Rivières)                      |
| 2014-2015 | Francis Breault             | ( Éperviers de Sorel-Tracy)                            |
| 2015-2016 |                             |                                                        |
| 2016-2017 |                             |                                                        |
| 2017-2018 |                             |                                                        |
| 2018-2019 | Bobby Baril                 | Assurancia de Thetford                                 |